# Šlonský kůň

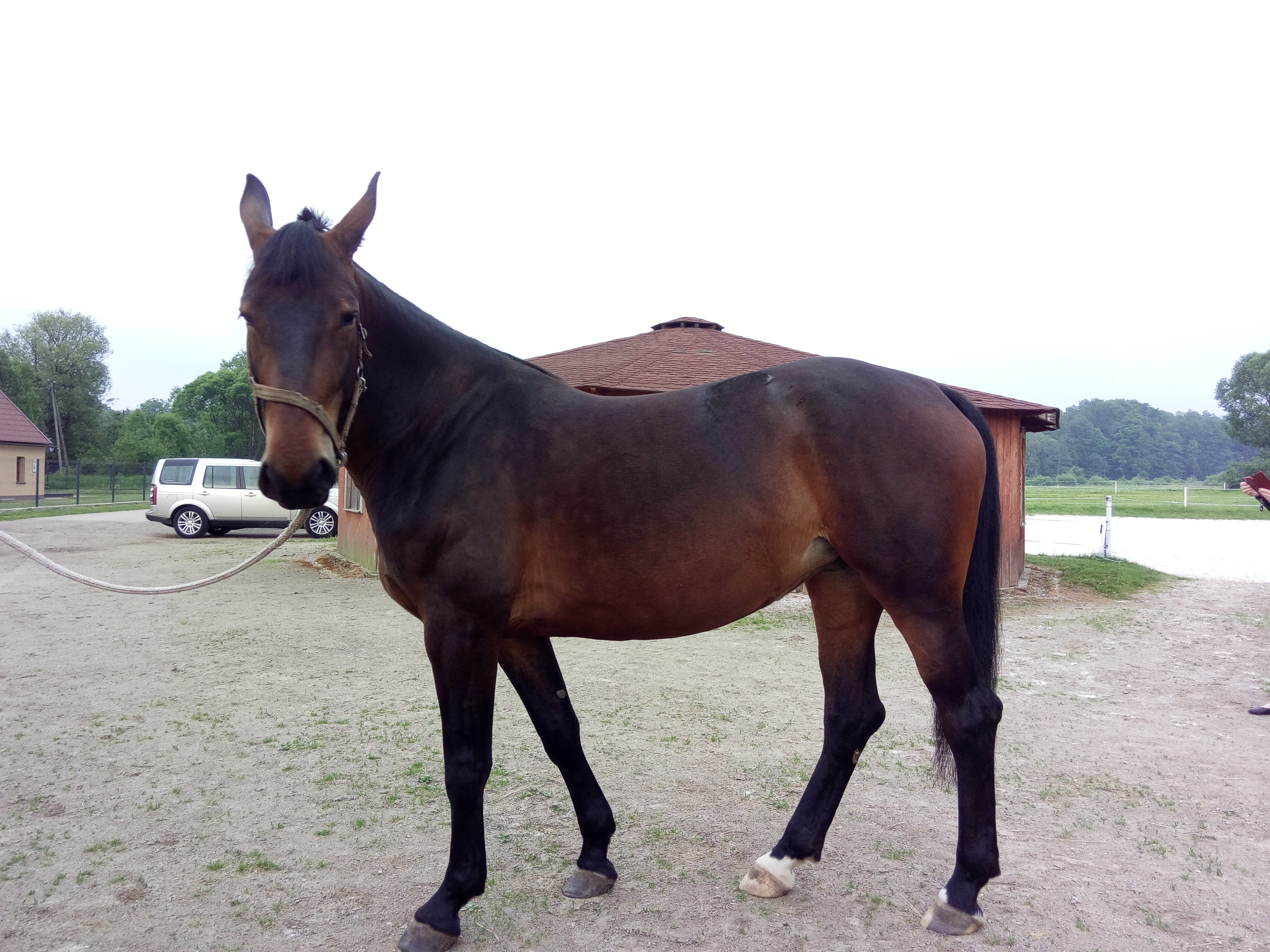
Šlonský kůň

Šlonský kůň nebo také šlonzák, slezský kůň či silesian horse je plemeno koně pocházející z Polska (koń śląski).

## Rozdělení
- Starý (kočárový) typ – tento typ se vyznačuje mohutnou stavbou těla, těžkou větší hlavou, může být i mírně klabonosá. Dlouhý svalnatý krk s pevným hřbetem. Hluboký a široký hrudník.
  - Výška v kohoutku: klisny 158–168 cm, hřebci 160–170 cm
- Moderní (nový) typ – vyloženě jezdecký typ koně, lehčí než předchozí typ. Celkově ušlechtilejší s jemnější hlavou.
  - Výška v kohoutku: klisny 162–168 cm, hřebci 164–170 cm

## Popis
Vyskytuje se ve zbarvení převážně hnědák, ale také jako vraník, ryzák a bělouš. Povahově jsou citliví, vnímaví a inteligentní. Rádi a ochotně spolupracují s člověkem. Tělesná stavba je harmonická s elegantními chody a pevnou konstitucí.

## Využití
Původně kočárový kůň dosahoval velmi dobrých výsledků. Władysław Adamczak získal bronzovou medaili roku 1980 na mistrovství světa ve Velké Británii ve Windsoru a bronz na mistrovství Evropy v roce 1981. V roce 2010 získal stříbrnou medaili v jednospřeží Bartłomiej Kwiatek s hřebcem Lokan. V roce 2018 se stal Bartlomiej Kwiatek mistr světa s hřebcem Bazyli.
Moderní typ koně je využíván pro rekreaci, drezuru nebo parkur. Je často předváděn na veřejných akcích (především v Polsku).

## Historie
Šlonský kůň vznikl z koní z Horního a Dolního Slezska. Již v sedmnáctém století začal Graf Anton Günther s plánovaným chovem z něhož vzniklo několik hřebců se jménem „polský“. V té době byli koně využíváni pro zemědělství a také se od těchto koní očekávala velká tažná síla. V 19. století probíhal chov ve stádech hřebců v Lubiąži a Koźle (pouze chladnokrevní hřebci z Anglie, Belgie a Francie. Místní klisny byly připouštěny chladnokrevnými, Oldenburskými a Frískými hřebci. V té době bylo také zavedeno povinné uznání hřebců komisí a také pokuty za připouštění hřebcem neuznaným jako plemenný. Koně se dobře uplatňovali nejen v zemědělství ale i pro vojenské účely.
Po druhé světové válce představovali Oldenburští a Fríští hřebci 40 % všech používaných hřebců ve Slezsku. Největší vliv na vzniku Slezského koně je připisován Oldenburskému koni. A právě druhá světová válka dala vznik staršímu mohutnějšímu typu.
Ovšem po druhé světové válce byl chovný cíl díky velké poptávce po pracovních koních změněn. Ze Slezského koně se měl stát „ekonomický kůň“, proto se začal křížit s menšími plemeny (Hucul, Konik, Velkopolský, A1/1). Díky změnám se výrazně zmenšila průměrná kohoutková výška. Tak malý kůň, byl ale v zemědělství zbytečný. Chovný cíl se opět změnil. Cílem bylo zvýšit KVH na 155–158 cm, bohužel nedostatek zájmu o koně celkově snížilo populaci na minimum.
Od poloviny sedmdesátých let zájem o toto plemeno roste.
V roce 2000 byly oficiálně představeny dva typy Slezského koně, tak jak ho známe dnes.